# Substantiv
Substantiv eller namnord är en ordklass. Ord i denna ordklass betecknar konkreta föremål och substanser samt abstrakta begrepp. En vanlig minnesramsa (som också finns i många andra varianter) är Substantiv är namn på ting, till exempel boll och ring. Ramsan ger en förenklad bild av vad substantiv faktiskt är, då den fokuserar på konkreta substantiv.
Exempel på substantiv är sol, blomma, känsla, järn, sömn, kärlek och personal.

## Substantiv i svenskan

### Avgränsning
Ordklassen substantiv har relativt tydlig avgränsning gentemot andra ordklasser. Substantiv ska dock inte förväxlas med de speciella ersättningsord som kallas pronomen. Även egennamn som är beteckningar på enstaka konkreta ting, som Indalsälven, eller företeelser, som andra världskriget, räknas vanligen till substantiven. Vissa grammatiker menar dock att egennamnen bör utgöra en egen ordklass. Detta gäller exempelvis för Svenska Akademiens grammatik (volym 2, Ord).

### Semantisk indelning
Det finns flera sätt att dela in substantiven efter betydelse, det vill säga utifrån semantiska utgångspunkter. Substantiven placeras in i undergrupper beroende på om de har abstrakt eller konkret betydelse. De konkreta substantiven betecknar sådant som existerar fysiskt, sådant man i allmänhet kan "ta på", till exempel sten och häst. Konkreta substantiv betecknar även företeelser som man av praktiska skäl inte kan ta på, till exempel gas och himlakropp. Abstrakta substantiv betecknar bland annat egenskaper, förhållanden, tillstånd och annat som inte existerar i direkt fysisk bemärkelse, till exempel kärlek och fred. Det är inte alltid enkelt att dra gränsen mellan abstrakta och konkreta substantiv, och många substantiv kan användas både i abstrakt och konkret bemärkelse: "Svensson sitter på jobbet" respektive "Svensson har förlorat jobbet".
Vidare kan substantiven vara delbara (dividuativa, icke-räknebara) eller odelbara (individuativa, räknebara). Odelbara substantiv kan räknas (sättas i plural). Konkreta odelbara substantiv betecknar föremål som är tydligt avgränsade i tid och rum, och som förstörs om de delas upp i sina beståndsdelar. Även abstrakta substantiv kan vara odelbara, under förutsättning att det går att sätta "en/ett" eller "flera" framför dem. Exempel på odelbara substantiv är cykel, misstanke och hare. Delbara substantiv (även kallade massord) betecknar sådant som inte är klart avgränsat i tid och rum. Delbara substantiv kan inte räknas, men kan däremot ges attribut som "mycket" och "lite". Exempel på delbara substantiv är sand, kläder och sömn.
Många odelbara substantiv kan med något annan betydelse användas som delbara substantiv, och vice versa.
| Odelbara                         | Delbara                         |
| -------------------------------- | ------------------------------- |
| Vi ska åka och titta på ett hus. | Vi tänker skaffa hus.           |
| Ska vi ta en kaffe?              | Ska vi dricka saft eller kaffe? |
| Där borta står en hjort!         | De gillar att jaga hjort.       |

Konkreta substantiv indelas ytterligare i artnamn (eller appellativer), ämnesnamn, kollektiver och gruppbetecknande. Artnamn är odelbara och betecknar klart avgränsade ting såsom människa, uppslagsverk och dator. Ämnesnamn är delbara och betecknar homogena ämnen av konkret fysisk natur såsom vatten, leverpastej och plutonium. Kollektiver betecknar ord vilka består av likartade, individuella delar. En typ av kollektiver fungerar på samma sätt som artnamnen och kan därför utan problem sättas i plural. Hit hör till exempel orden familj och styrelse. Kollektivet ohyra å andra sidan, fungerar som ämnesnamnen och sätts därför ogärna i plural. Beroende på sammanhanget kan ett och samma substantiv fungera på olika sätt. Jämför till exempel "Goterna var ett mäktigt folk" med "Det är mycket folk på torget idag". I den förra satsen fungerar kollektivet folk som ett artnamn och i den senare som ett ämnesnamn. De gruppbetecknande substantiven syftar på helheter som består av mindre, individuella delar, exempelvis bilism, ohyra och personal; dessa ord är ej räknebara.
Det faktum att kollektiver är singularis till formen trots att de betecknar flera föremål och individer, ställer till vissa problem i konstruktioner som "Styrelsen sa att de blev förvånade över beslutet". Denna mening är ett exempel på så kallad semantisk kongruens, något som kritiserades hårt av språkvårdare från 1800-talet och framåt. Det grammatiskt korrekta enligt äldre grammatikor är "Styrelsen sa att den blev förvånad över beslutet". Språkrådets rekommendation är att plural i det här fallet kan användas om "mångfalden sätts i förgrunden" eller om konstruktionen annars känns otymplig. I övrigt rekommenderas singularformen, eller att meningen omformuleras så att problemet försvinner..

### Genus
Alla svenska substantiv har grammatiskt genus. Ett substantiv är antingen utrum, som även kallas "reale" eller "n-genus", eller så är det neutrum, som även kallas "t-genus". De flesta substantiv i svenskan, omkring 75 procent, är utrum. Det går inte att semantiskt bestämma vilket genus ett substantiv tillhör, men det finns vissa mönster. Exempelvis är ord som betecknar människor nästan alltid utrum (ett undantag är ordet barn). Substantiv som betecknar levande "högre" varelser kan även delas efter biologiskt kön eller sexus (femininum eller maskulinum). Ett ords sexus har bland annat betydelse för vilka pronomen (hon eller han) som kan användas som platshållare för substantivet. För ett litet antal ord skiljer sig genus åt beroende på den regionala språkvarianten, till exempel apelsin som i standardspråket är utrum, men som i stora delar av södra Sverige är neutrum (ett apelsin).
Vissa ord är både neutrum och utrum, och växlar betydelse beroende på vilket genus som används:
- en borr – en borrmaskin
- ett borr – stålbiten man sätter i borrmaskinen
- en öl – drycken i flaska eller glas
- ett öl – ett ölmärke

Svenskan hade tidigare tre genus, maskulinum, femininum och neutrum. Rester av det historiska genussystemet finns kvar i vissa uttryck, till exempel när klockan eller människan (oavsett kön) omtalas som hon.
Dessutom finns rester av tregenussystemet kvar i många svenska dialekter, till exempel när man i Västergötland talar om hästar:
- en häst (maskulinum)
- ena märr (femininum)

Det kan tilläggas att bruket att kalla båtar för hon inte har någonting med genus att göra. Det rör sig istället om en personifiering, som även finns på andra språk (till exempel engelska).

### Böjning
Svenska substantiv kan böjas i numerus, species och kasus.

#### Numerus
Odelbara substantiv kan normalt böjas i numerus, vilket innebär att de har en form för singular (ental) och en för plural (flertal). Pluralformerna konstrueras i huvudsak med hjälp av böjningsmorfem (ändelser), men för en mindre grupp ord förekommer även omljud och vokalförkortning (till exempel man - män, mus - möss). Man brukar kategorisera substantiven i deklinationer efter vilken pluraländelse de får. Svenskan anses allmänt ha sex eller fem deklinationer (ibland låter man ord med pluraländelserna -er och -r utgöra en och samma deklination). I Svenska Akademiens språklära finns följande indelning av substantiven i deklinationer:
| Deklination | Pluraländelse   | Exempel                                   | Bakgrund i fornspråket                                                                                 |
| ----------- | --------------- | ----------------------------------------- | --- |
| 1           | -or             | flicka - flickor                          | Svaga feminina substantiv (gata)                                                                       |
| 2           | -ar             | bil - bilar pojke - pojkar fågel - fåglar | Starka maskuliner och femininer (fisker, 'fisk', graf, 'grav') samt svaga maskuliner (drupi, 'droppe') |
| 3           | -er             | student - studenter muskel - muskler      | Starka maskuliner och femininer, varav en del har omljud (smither, foter, skuld, bok)                  |
| 4           | -r              | fiende - fiender                          | Starka maskuliner och femininer, varav en del har omljud (smither, foter, skuld, bok)                  |
| 5           | -n              | äpple - äpplen                            | Nybildning, saknas i fornsvenskan                                                                      |
| 6           | (ingen ändelse) | hus - hus                                 | Starka neutrer (skip, 'skepp')                                                                         |

Notera att obetonat -a faller bort i första deklinationen och att e-ljudet faller bort i många ord som slutar på -e, -el, -en eller -er.
Vid sidan av standardspråkets mönster för pluralbildning förekommer en del former inlånade från andra språk, utan att dessa influenser kan sägas utgöra strukturella inlån. Exempel är grekiskans pluralform av nominativ schema - schemata och latinets faktum - fakta. Engelskans pluraländelse -s har i modern tid vunnit visst insteg, t.ex. vad gäller inlånade dator- och tekniktermer (till exempel skanner - skanners).

#### Species (bestämdhet)
När man anger ett substantiv i bestämd form så lägger man till suffix -et eller -en i slutet av ordet. I detta sammanhang utgör suffixet en grammatisk artikel. Artikeln är beroende av vilket genus substantivet har (utrum eller neutrum).
- Ett hus - huset
- En bil - bilen

Artikeln används när man talar om något speciellt och vill uttrycka bestämdhet, till exempel "Jag såg huset" om man syftar på att man såg ett speciellt hus (om man bara refererar till ett hus i största allmänhet använder man obestämd form, "Jag såg ett hus").

#### Kasus
I svenskan markeras genitiv med ändelsen s på substantivet (efter alla andra eventuella ändelser):
- bilen - bilens Och om ändelsen är singular (det vill säga en/ett) så kallas det nominativ dvs inget ''S'' i ändelsen

Det är tveksamt om genitivändelsen -s verkligen innebär att svenskan har genitiv som ett särskilt kasus.

#### Äldre böjningsmönster
Svenskan hade tidigare ett mer omfattande kasussystem, med dativ-, ackusativ-, genitiv- och nominativformer av substantiv. I den moderna svenskan finns, med några få undantag, endast genitivformen kvar, samt en ändelselös nominativ, då den fornsvenska nominativformen på -er ersatts av den ändelselösa ackusativformen. 
Följande stelnade fraser är exempel på dativformer, det kasus som överlevde längst i svenskan:
- gå man ur huse
- i vår ägo
- lagom (dativ pluralis)[5]
- till godo

Exempel på ackusativformer är:
- i högan sky
- i ljusan låga

Exempel på stelnade genitivformer:
- till sjöss
- till handa (genitiv pluralis)[6]
- dags
- till salu (av det feminina ordet sala)

Exempel på bevarade ursprungliga nominativformer:
- dager[6]
- glader

Det kan tilläggas att dativformer fortfarande finns kvar i vissa dialekter, till exempel jämtska och vissa dalmål. Ackusativformer på substantiv har funnits kvar i dialekterna i Övre Dalarna (Ovansiljan), men de är numera försvunna även där förutom i Våmhus, Orsa och Ore.